# Prosigoj
Prosigoj  (serbe : Просигој, grec moderne : Προσηγόης, latin : Prosegoes) est un prince serbe du IXe siècle (Knez) qui règne sur la Principauté médiévale serbe (Rascie]) de 822 à 836.

## Biographie
Prosigoj est le fils d'un certain Radoslav et petit-fils de Višeslav; Prosigoj ou son père étaient les souverains des Serbes à l'époque des combats du prince Ljudevit Posavski contre les Francs. Selon les Annales regni Francorum, en 822, Ljudevit se retire de son domaine situé en Sisak chez les Serbes quelque part dans l'Ouest de la Bosnie, l'actuelle Bosnie-Herzégovine, ces derniers contrôlaient une grande partie de la Dalmatie (Sorabi, quae natio magnam Dalmatiae partem obtinere dicitur"). et où il est assassiné l'année suivante selon Éginhard par un certain duc Luidemuth. À cette époque, les serbes étaient en paix avec le  Premier empire Bulgare.
Son fils, Vlastimir, est le fondateur  de la dynastie des Vlastimirović, la première dynastie de Serbie.

### Sources
- De Administrando Imperio de Constantin Porphyrogénète, édité par Gy. Moravcsik et traduite par R. J. H. Jenkins, Dumbarton Oaks Center for Byzantine Studies, Washington, 1993
- (en) Florin Curta, Southeastern Europe in the Middle Ages, Cambridge, Cambridge University Press, 2006 (ISBN 9780511222788)
- (sr) Vladimir Ćorović, Istorija srpskog naroda, Book I, (In Serbian) Electric Book, Rastko « Electronic Book, Antikvarneknjige (Cyrillic) »(Archive.org • Wikiwix • Archive.is • Google • Que faire ?)
  - Drugi Period, IV: Pokrštavanje Južnih Slovena
  - The Serbs,  (ISBN 0-631-20471-7),  (ISBN 978-0-631-20471-8). Wiley-Blackwell, 2004, Google Books.
- Tibor Živković, Portreti srpskih vladara (IX—XII), Belgrade, 2006  (ISBN 86-17-13754-1), p. 11